# Oldřich Černý (Velká rada)
Oldřich Černý († 1956) war ein tschechischer linksgerichteter Intellektueller. Er wurde in einem inszenierten politischen Schauprozess in der Tschechoslowakei 1954 als angeblicher Trotzkist verurteilt und ist im Gefängnis gestorben.

## Leben
Oldřich Černý engagierte sich während des Zweiten Weltkriegs in der Widerstandsgruppe Předvoj, die sich als eine Nachfolgeorganisation der Gruppe V boj verstand und viele linksgerichtete Studenten an sich band; Předvoj gehörte bald zu den größten Widerstandsgruppen im Protektorat Böhmen und Mähren. Černý wurde verhaftet und verbrachte 2 Jahre im KZ Buchenwald. Dort haben ihm seine kommunistischen Gefangenen das Leben gerettet und er trat daraufhin 1945 der Kommunistischen Partei der Tschechoslowakei (KPTsch) bei.
Nach dem Kriegsende gehörte Černý  zum Kreis linksorientierter antistalinistischer Intellektueller, die sich zu Diskussionen trafen und sich dabei selbst "Velká rada" (Großer Rat) nannten und verschiedene Wege der Entwicklung der Wirtschaft suchten, die sich von den Vorstellungen der Kommunisten stark unterschieden. Einige von ihnen vertraten vor dem Zweiten Weltkrieg darüber hinaus kritische Haltung zu den gegen angebliche Trotzkisten gerichteten Moskauer Prozessen in der Sowjetunion. Dadurch gerieten sie nach der kommunistischen Machtergreifung in der Tschechoslowakei in eine Liste trotzkistischer Elemente, die im Sekretariat der tschechoslowakischen kommunistischen Partei und später in der Kommission für Parteikontrolle (KSK) geführt wurde.
Am 21. Dezember 1953 entschied die KPTsch-Kommission für Parteikontrolle, die Gruppe des Trotzkismus zu bezichtigen, und sie verwendete ab diesen Zeitpunkt die Bezeichnung "Großer trotzkistischer Rat". Verhört wurde Oldřich Černý im berüchtigten Gefängnis im slowakischen Gefängnis Leopoldov, wo er unter anderem im Zusammenhang mit dem künftigen Präsidenten Antonín Zápotocký über dessen Tätigkeit im KZ Sachsenhausen aussagen sollte.

## Prozess
Ein Prozess mit der Gruppe fand vom 23. Februar bis 25. Februar 1954 statt. Von den sieben Mitangeklagten erhielt Oldřich Černý die höchste Freiheitsstrafe von 20 Jahren. 1963 wurde er rehabilitiert. Im Gefängnis wurde ihm die notwendige ärztliche Pflege verweigert, was zu seinem Tod führte.
Oldřich Černý war der Vater des Chefs des tschechischen Auslandsgeheimdienstes Oldřich Černý.